# Яцейко Іван Іванович
Іва́н Іва́нович Яце́йко — молодший сержант Міністерства внутрішніх справ України.

## Життєпис
Закінчив Львівський технікум залізничного транспорту.
У 2015 році закінчив Дніпропетро́вський націона́льний університе́т залізни́чного тра́нспорту імені академіка Всеволода Лазаряна.
З 2015 року навчається у Львівському Державному Університеті внутрішніх справ на факультеті «Правознавство».
Добровільно зголосився вступити на службу до батальйону патрульної служби міліції особливого призначення «Львів». В червні у званні молодшого сержанта міліції зарахований до складу батальйону. 22 липня у складі батальйону відряджений для несення служби до Луганської області.
16 серпня в ході бою з терористами у селі Кримське, в ході бою з групою сепаратистів Яцейко та молодший сержант Степан Василенко були поранені, смертельно поранено молодшого сержанта Володимира Поповича.
З жовтня 2015 року працює в Личаківському відділі поліції м. Львова на посаді оперуповноваженого відділу кримінальної поліції.

## Нагороди
21 серпня 2014 року — за особисту мужність і героїзм, виявлені у захисті державного суверенітету та територіальної цілісності України, вірність військовій присязі під час російсько-української війни, відзначений — нагороджений орденом «За мужність» III ступеня.